# Eléni Fouréira
Eléni Fouréira (en grec: Ελένη Φουρέιρα), née Entela Fureraj le 7 mars 1987 à Fier en Albanie, est une chanteuse grecque d’origine albanaise.
Elle est désignée comme la représentante de Chypre au Concours Eurovision de la chanson 2018 avec sa chanson Fuego et termine seconde du concours.

## Jeunesse
Eléni Fouréira est née sous le nom de Entela Fureraj à Fier. Sa mère, Marjeta Fureraj, est couturière et son père, Kristaq, travaille dans la construction. Elle a deux sœurs, Ioanna et Margarita, et un frère, Gjergj. À l'âge de huit ans, sa famille a quitté l'Albanie pour s'installer en Grèce, pour fuir les tensions politiques en Albanie. La famille s'installe à Kallithéa, près d'Athènes.

## Carrière
Elle commence sa carrière professionnelle avec un girl group nommé Mystique. Le groupe éclate en 2009 et elle commence sa carrière en solo.
Elle signe alors un contrat solo avec Universal Music Grèce, le même label que celui auquel le groupe Mystique avait signé. Elle sort son premier album, intitulé de son nom, en décembre 2010, album qui se fait certifier disque de platine en Grèce. Elle signe par la suite chez Minos EMI, et sort son deuxième album, intitulé Ti poniro mou zitas en 2012. Son troisième album, Anemos agapis, sort en 2014.En 2015 elle chante au MAD Video Music Awards Golden Boy (version grecque) chanson de l'Israel à l'Eurovision 2015 .Entre 2015 et 2016, elle joue le rôle principal de Sofia dans la comédie musicale Barbarella:The 80s Musical à Athènes, avec d'autres artistes grecques comme Kéti Garbí ou Ivi Adamou,. Elle sort en 2017 son quatrième album, Vassilissa, chez Panik Records. Elle a été juge dans la troisième saison de la version grecque de So You Think You Can Dance.
Elle tente plusieurs fois de représenter la Grèce au Concours Eurovision de la chanson, d'abord en 2010, avec la chanson Kivotos tou Noe, avec Manos Pyrovolakis, et se classe deuxième. Elle renonce à recommencer en 2015.
Il est confirmé en février 2018 qu’Eléni représentera Chypre au Concours Eurovision de la chanson 2018 à Lisbonne au Portugal avec la chanson Fuego, écrite par Alex Papaconstantinou (en). La chanson se qualifie lors de la première demi finale le 8 mai 2018, et participe à la finale du 12 mai.
Elle obtient la seconde place lors de la finale du concours 2018 avec un total de 436 points (Meilleur score de l'histoire pour Chypre à l'Eurovision). Elle partage le podium avec Israël et l'Autriche.

## Discographie

### Albums
- 2011 : Eleni Foureira
- 2012 : Ti Poniro Mou Zitas
- 2014 : Anemos Agapis
- 2017 : Vassilissa
- 2022: Poli Ploki